# احمد بخشایش اردستانی
احمد بخشایش اردستانی نماینده دوره نهم و دوازدهم مجلس شورای اسلامی است. او در مجلس نهم عضو کمیسیون امنیت ملی و سیاست خارجی مجلس شورای اسلامی از حوزهٔ انتخابیهٔ اردستان در استان اصفهان بود.
او مجدداً در ۱۱ اسفند ۱۴۰۲ با ۱۱۲۸۴ رای، نماینده مردم اردستان در دوره دوازدهم مجلس شورای اسلامی شد.
در انتخابات سال ۱۳۹۳ مجلس شورای اسلامی ۳۲ نفر از اعضا حمایت خود را از ریاست بخشایش اردستانی اعلام کردند که به نظر می‌رسد این نشان از نفوذ وی در جمع نمایندگان در مجلس داشت.

## ماجرای سؤال وی از عراقچی دربارهٔ توافق هسته‌ای
احمد بخشایش‌اردستانی در جلسه کمیسیون امنیت ملی مجلس، خطاب به عباس عراقچی گفت: با کاسته شدن از ۱۹ هزار سانتریفیوژ در سایت نطنز، چه تعداد از بچه‌های اردستان و اطراف بی‌کار و اخراج می‌شوند؟
وی در ادامه با طرح سؤال دیگری گفت: چرا تصمیم گرفتید در فردو که زیر زمین است کار تحقیقاتی کنید، آخر چه کسی در زیر زمین کار تحقیقاتی می‌کند؟ کار تحقیقاتی باید در دانشگاه انجام شود.
عراقچی در پاسخ گفت: واقعاً از شما بعید است، شما گمان می‌کنید پای هر سانتریفوژ یک کارمند ایستاده؟! و آیا گستره صنعت هسته‌ای ما همین ۱۹ هزار سانتریفیوژ است؟
≪توضیحات بخشایش اردستانی دربارهٔ سوالات تحریف شده‌اش از عراقچی≫
روز پس از انتشار این مصاحبه توسط پایگاه خبری انتخاب، بخشایش اردستانی طی گفت‌وگویی با خبرگزاری ایسکانیوز از بازتاب اشتباه سوالاتش توسط پایگاه خبری انتخاب گله کرد و گفت: متأسفانه این سایت خبری به اشتباه سؤال من را به گونه‌ای دیگر و کاملاً تحریف شده منعکس کرده است.
وی در تشریح یکی از سوالات خود از عراقچی گفت: من از عضو ارشد تیم مذاکره‌کننده پرسیدم زمانی که ۱۹ هزار سانتریفیوژ به ۵ هزار تقلیل می‌یابد یعنی سه چهارم فعالیت نطنز کم می‌شود. آیا متناسب با این کاهش، ادامه هزینه‌ها در نطنز می‌ارزد؟ آیا نباید به همین نسبت از کارمندانش، خدمه، کارگرانی که از کاشان، نطنز و اردستانند کم شوند؟!
لازم است ذکر شود که پس از اجرای برجام واقعاً در سازمان انرژی اتمی تعدیل نیرو اتفاق افتاد و بهروز کمالوندی، سخنگوی سازمان انرژی اتمی ایران در این مورد گفت «سازمان انرژی اتمی ۱۴ هزار نیرو دارد و از این تعداد سه تا چهار هزار نیرو در قالب پروژه‌های این سازمان فعالیت می‌کنند و طبیعی است که وقتی یک پروژه تمام می‌شود، عده‌ای معطل شوند تا در پروژه یا بخش دیگر به کار گرفته شوند».
نماینده اردستان در مجلس دربارهٔ طرح سؤال دیگر خود از عراقچی توضیح داد: اگر قرار است فردو مرکز تحقیق و توسعه شود چه اصراری است که دانشمندان هسته ای را زیر صد متری زمین بفرستیم؟ بهتر است در آزمایشگاه‌های موجود در دانشگاه‌ها فعالیت کنند نه زیر زمین. آیا به فکرتان رسیده آمریکایی‌ها سر تیم ما را کلاه گذاشته‌اند و اینک از آن به عنوان فتح الفتوح یاد می‌کنید؟
سوالات احمد بخشایش اردستانی از عراقچی و صالحی از شبکه خبر صدا و سیمای جمهوری اسلامی ایران پخش شد.